# الغايات
الغايات  (بالإنجليزية: EL GHIATE)‏ هي جماعة قروية تابعة لإقليم آسفي ضمن جهة دكالة عبدة بالمغرب.  بلغ مجموع عدد سكان الغايات  حسب إحصاءات 2004  حوالي 25502 نسمة  يعيشون في 4305 أسرة.

## إحصاء عام
| السنة | عدد السكان | عدد الأسر | عدد الأجانب |
| ----- | ---------- | --------- | ----------- |
| 1994  | 24965      | 4136      | °°°°        |
| 2004  | 25502      | 4305      | 0           |